# Гуйон Блъфорд
Гуйон Стюарт „Гай“ Блъфорд, дж. (на английски: Guion Stewart „Guy“ Bluford, Jr.) е полковник от USAF и астронавт на НАСА, участник в четири космически полета. Първият афроамериканец в космоса.

## Образование
Гуйон Блъфорд завършва колежа Overbrook High School във Филаделфия, Пенсилвания. През 1964 г. завършва университета на Пенсилвания с бакалавърска степен по аерокосмическо инженерство. През 1974 г. получава магистърска степен по аерокосмическо инженерство от Академията на USAF в Колорадо Спрингс, Колорадо. През 1978 г. защитава докторат по лазерна физика в същото висше учебно заведение. През 1987 г. защитава магистратура по бизнес администрация в университета на Хюстън, Тексас.

## Военна кариера
Гуйон Блъфорд става боен пилот през януари 1966 г. Зачислен е в 557-а тактическа бойна ескадрила. Взема участие в бойните действия във Виетнам и записва в актива си 144 бойни полета, от тях 65 – над територията на Северен Виетнам. Лети на изтребител F-4 Фантом. През 1971 г. е назначен за инструктор. От 1974 до селекцията за астронавт служи в авиобазата Райт Патерсън, Охайо. В кариерата си има над 5200 полетни часа на реактивни самолети.

## Служба в НАСА
Гуйон Блъфорд е избран за астронавт от НАСА на 16 януари 1978 г., Астронавтска група №8. Той е взел участие в четири космически полета.

### Полети
| Космически полети на Гуйон Стюарт Блъфорд              | Космически полети на Гуйон Стюарт Блъфорд | Космически полети на Гуйон Стюарт Блъфорд | Космически полети на Гуйон Стюарт Блъфорд | Космически полети на Гуйон Стюарт Блъфорд | Космически полети на Гуйон Стюарт Блъфорд | Космически полети на Гуйон Стюарт Блъфорд |
| №                                                      | Дата                                      | КК                                        | Емблема на мисията                        | Функции                                   | Продължителност                           |                                           |
| ------------------------------------------------------ | ----------------------------------------- | ----------------------------------------- | ----------------------------------------- | ----------------------------------------- | ----------------------------------------- | ----------------------------------------- |
| 1                                                      | 30 август 1983                            | „Чалънджър“, мисия STS-8                  |                                           | Специалист на мисията                     | 6 денонощия 01 час 08 мин. 43 сек.        |                                           |
| 2                                                      | 30 октомври 1985                          | „Чалънджър“, мисия STS-61A                |                                           | Специалист на мисията                     | 7 денонощия 00 час 44 мин. 51 сек.        |                                           |
| 3                                                      | 28 април 1991                             | „Дискавъри“, мисия STS-39                 |                                           | Специалист на мисията                     | 8 денонощия 07 часа 22 мин. 23 сек.       |                                           |
| 4                                                      | 2 декември 1992                           | „Дискавъри“, мисия STS-53                 |                                           | Специалист на мисията                     | 7 денонощия 07 часа 19 мин. 17 сек.       |                                           |
| Сумарно време в космоса – 28 денонощия 16 часа 33 мин. |                                           |                                           |                                           |                                           |                                           |                                           |

## Награди
- Медал за отлична служба;
- Медал за похвална служба (3);
- Легион за заслуги с дъбови листа;
- Въздушен медал (10);
- Медал за похвала;
- Медал за национална отбрана;
- Медал за бойни действия във Виетнам;
- Медал за участие във Витнамската война;
- Кръст за храброст;
- Медал на НАСА за участие в космически полет (4);
- Медал на НАСА за групови научни постижения (4);
- Медал на НАСА за изключителни постижения;
- Медал на НАСА за отлична служба;
- Национален медал за научни постижения;

В Международната космическа зала на славата (1997);
В Астронавтската зала на славата (2010).